# 奇跡の動物園〜旭山動物園物語〜
『奇跡の動物園〜旭山動物園物語〜』（きせきのどうぶつえん あさひやまどうぶつえんものがたり）は、フジテレビ系で2006年から2015年に放送されていた単発テレビドラマシリーズ。全5話。第1回放送は2006年5月13日。製作はフジテレビジョン、テレビマンユニオン。主演は山口智充。
北海道に実在する旭川市旭山動物園が、廃園の危機から入園数日本一に到るまでの軌跡を描いている。また、2007年の続編では、日本一となったために動物園が新たに抱え込むことになったさまざまな問題や、動物園のその後の姿を描いている。
シリーズ化され、2015年4月10日には第5弾『新・奇跡の動物園 旭山動物園物語2015〜命のバトン〜』が放送された。
2006年版は「土曜プレミアム」、2007年版から2010年版は「金曜プレステージ」、2015年版は「金曜プレミアム」で放送された。

## キャスト

### 主要人物
- 坂内禅（獣医・飼育係） - 山口智充
- 泉佐和子（新人飼育係・こども牧場担当） - 戸田恵梨香
- 中川新一（若手飼育係・アザラシ担当） - 小出恵介
- 矢部裕司（飼育展示係） - 利重剛
- 佐々木征也（飼育係・サイ担当） - 荒川良々
- 牧原優一郎（ベテラン飼育係・猛獣館担当） - 伊東四朗（友情出演）
- 小野勇夫（園長・獣医） - 津川雅彦

### 2006年版
- 桜崎笙子（動物園のお客） - 倍賞千恵子
- 井村一葉（建設会社社員） - 酒井敏也
- 小山かりん（動物園のお客） - 山内菜々
- メロンの客（動物園のお客） - 伊藤正之
- 大河内良平（旭川市長） - 綿引勝彦
- 黒川仁良（市議会議員） - 國村隼

### 2007年版
- 徳永志織（臨時採用の獣医） - 広末涼子
- 勝山元気（新人飼育係） - 渡辺大
- ちさと（柚木原小学校の児童） - 伊藤梨沙子
- 柚木原小学校の教師 - たくませいこ
- ペンギン館で座り込んでいた客 - 山西惇
- あざらし館で食べ物を落とした客 - 高木梓、二宮歩美
- 重井龍道（市議会議員） - 金田明夫
- 柿内耕作（坂内の高校時代の友人・柿内牧場の牧場主） - 温水洋一
- 合田春吉（小野園長の古い友人・雪の星動物園園長） - 片岡仁左衛門（特別出演）

### 2008年版
- 喜多嶋拓（獣医学部4年の実習生） - 平岡祐太
- 泉仙造（佐和子の父親） - 大杉漣
- 星野郷（オオカミと暮らす動物学者） - 白井晃

### 2010年版
- 長谷川勝人 - 吉田栄作
- 茅野瑛里 - 水沢エレナ
- 木場勝己
- 紺野まひる
- 真崎学 - 飯田基祐
- 小林正寛
- 永田彬
- 鈴木綜馬
- 田口主将

### 2015年版
- 岡村哲 - 城島茂[2]
- 時田郁夫 - 山内圭哉
- 夏木秋子 - 黒島結菜
- 飯田基祐
- 三上陽永
- 徳井優
- 中野英樹
- 松金よね子
- 間慎太郎
- 伊藤修子
- 津村和幸
- 渡部雄作
- 筒井奏

## スタッフ
- 企画 - 大辻健一郎、金井卓也（フジテレビ編成部）
- 脚本 - 相良敦子(1.2.5)、大島里美(3.4)
- 音楽 - 岩代太郎(1)、吉俣良(2.3.4) 、横山克(5)
- テーマ曲
  - 2007年版：主題歌 - 熊木杏里「朝日の誓い」（キングレコード）
  - 2008年版
    - オープニングテーマ - 髙橋真梨子「オレンヂ」（ビクターエンタテインメント）
    - エンディングテーマ - 徳永英明「花束」（ユニバーサルシグマ）

  - 2010年版：エンディングテーマ - 西野名菜「Heaven」（よしもとアール・アンド・シー）
- 技術協力 - バスク
- 美術協力 - アートフォー（日本テレビアート）
- ロケ協力 - 旭川コンベンションビューロー、近畿日本ツーリスト、日本航空
- 協力 - 旭川市、旭川市旭山動物園
- プロデューサー・監督 - 加藤義人（テレビマンユニオン）
- プロデューサー - 小林みつこ（テレビマンユニオン）
- 製作著作 - フジテレビ、テレビマンユニオン

## 放送日程
| 話数 | 放送日        | サブタイトル                                                                                          | 脚本     | 監督     | 視聴率 |
| ---- | ------------- | --- | -------- | -------- | ------ |
| 1    | 2006年5月13日 | 入園者数日本一!!人気動物園を初ドラマ化!! 飛べ！ペンギン…廃園危機を乗り越えた夢と情熱の軌跡            | 相良敦子 | 加藤義人 | 21.8%  |
| 2    | 2007年5月11日 | | 相良敦子 | 加藤義人 | 17.2%  |
| 3    | 2008年5月16日 | | 大島里美 | 加藤義人 | 10.1%  |
| 4    | 2010年2月12日 | 日本一の新たな挑戦！幻のアザラシジャンプ 氷点下過酷な流氷作り 子ライオンと涙の別れ 命を描く実話最新作 | 大島里美 | 加藤義人 | 10.1%  |
| 5    | 2015年4月10日 | | 相良敦子 | 加藤義人 |        |

- 視聴率はビデオリサーチ調べ、関東地区・世帯